# Росіяни в Білорусі

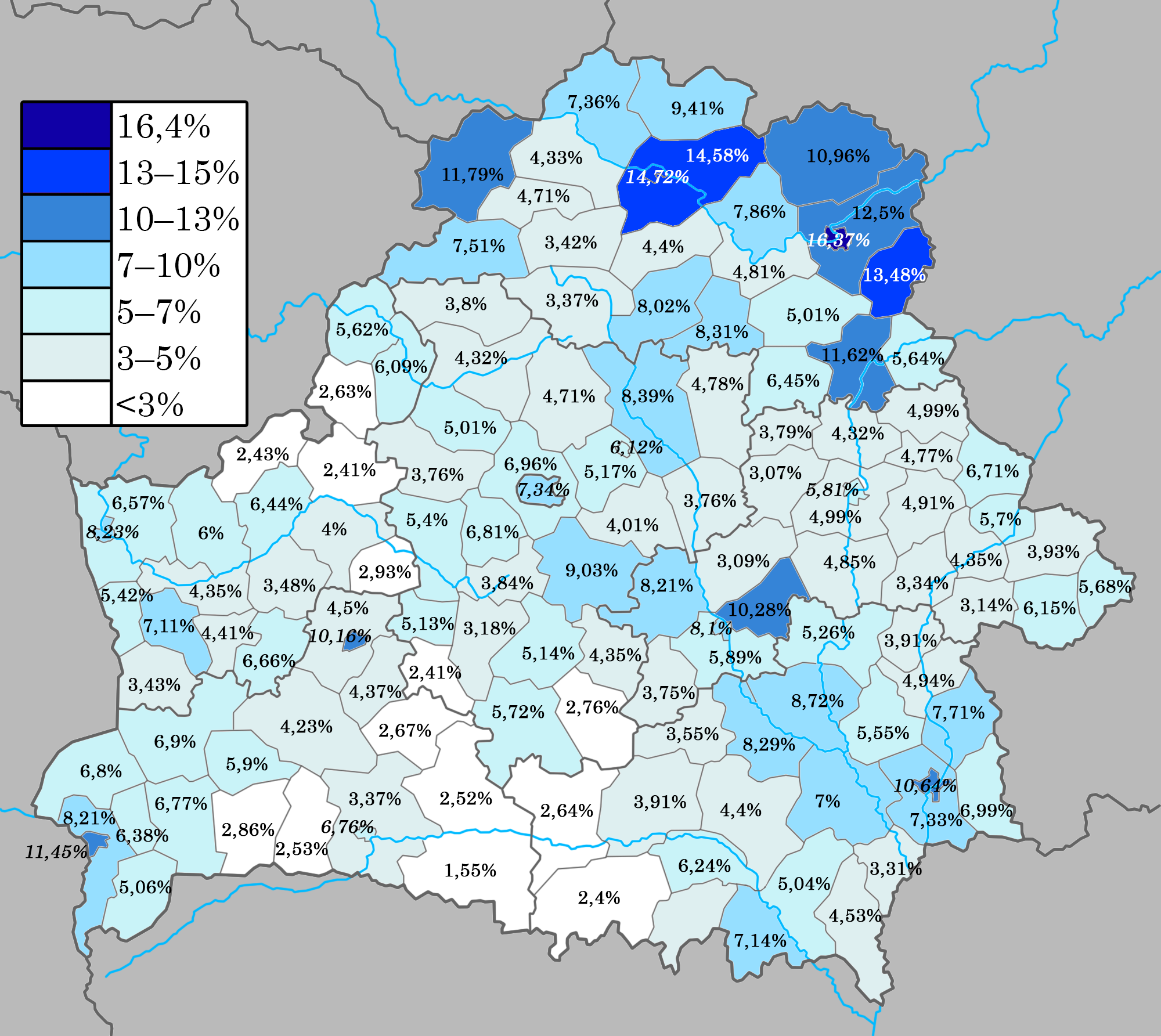

Росіяни ― друга за чисельністю етнічна група в сучасній Республіці Білорусь. За даними перепису населення 2019 року, в країні проживало 706 992 росіян, що становило 7,5% населення республіки. 
При цьому 40% населення називають російську мову рідною, а 70% ― основною. Досягнувши свого піку в 1989 році (1,34 мільйона або 13,2%), частка і кількість етнічних росіян в країні з тих пір неухильно знижується, в той час як кількість російськомовних зростає.
Відмінною рисою етнічних росіян у Білорусі є досить розпорошене розселення по території країни, з максимальною концентрацією у великих обласних центрах. Слід також зазначити, що, на відміну від України, Казахстану та країн Балтії, в Білорусі немає жодного міста чи регіону, де росіяни становили б абсолютну або хоча б відносну більшість населення. Найвища концентрація росіян у Білорусі спостерігається в містах Новополоцьк і Полоцьк (15% і 14% відповідно).

## Історія
Виокремлення білорусів відбулося з причини інтеграції частини західно-руського ареалу до складу Великого князівства Литовського, в якому західно-руські елементи, засновані на відданість православ'ю і кирилиці, продовжували домінувати в культурно-мовному плані до початку інтенсивної полонізації XVII століття. Після розділу Речі Посполитої Білорусь ввійшла до складу Російської імперії.  
Найбільшими національними меншинами регіону в цей період були поляки і євреї. У Російській імперії, самі білоруси, хоча і враховувалися окремо, все ж розглядалися як один з субетносів російського народу. 
Масової міграції росіян на територію сучасної республіки в цей період не було. Тим не менш, вони займали провідні посади у військово-адміністративному апараті і їх присутність була найбільш помітною у повітових містах. 
Друга світова війна завдала величезної шкоди населенню республіки. У відновленні економіки республіки брало участь багато українських і російських фахівців, які тут залишалися на постійне місце проживання. Разом з тим, багато білорусів у радянський час мігрували на територію Казахстану, України, країн Балтії, відправлялися на північ Росії і т. д. 
В радянський час в СРСР з'явилася тенденція записувати дітей від змішаних шлюбів росіянами, в результаті чого відбувалося поступове зниження частки (але не чисельності) білорусів і досить швидке зростання частки і чисельності росіян в республіки. 
У пострадянський період частка і чисельність росіян в республіці скорочувалася швидше чисельності білорусів і фактично повернулася на рівень 1960-х рр. Даний феномен не в останню чергу пояснюється тим, що більшість дітей з мішаних шлюбів більше не записуються росіянами, а багато з раніше записаних змінили самосвідомість на білоруську.